# 22 يناير
- السبت
- الأحد
- الاثنين
- الثلاثاء
- الأربعاء
- الخميس
- الجمعة

- 2827 جمادى الآخرة 1446  هـ
- 2928 جمادى الآخرة 1446  هـ
- 3029 جمادى الآخرة 1446  هـ
- 3130 جمادى الآخرة 1446  هـ
- 11 رجب 1446  هـ
- 22 رجب 1446  هـ
- 33 رجب 1446  هـ
- 44 رجب 1446  هـ
- 55 رجب 1446  هـ
- 66 رجب 1446  هـ
- 77 رجب 1446  هـ
- 88 رجب 1446  هـ
- 99 رجب 1446  هـ
- 1010 رجب 1446  هـ
- 1111 رجب 1446  هـ
- 1212 رجب 1446  هـ
- 1313 رجب 1446  هـ
- 1414 رجب 1446  هـ
- 1515 رجب 1446  هـ
- 1616 رجب 1446  هـ
- 1717 رجب 1446  هـ
- 1818 رجب 1446  هـ
- 1919 رجب 1446  هـ
- 2020 رجب 1446  هـ
- 2121 رجب 1446  هـ
- 2222 رجب 1446  هـ
- 2323 رجب 1446  هـ
- 2424 رجب 1446  هـ
- 2525 رجب 1446  هـ
- 2626 رجب 1446  هـ
- 2727 رجب 1446  هـ
- 2828 رجب 1446  هـ
- 2929 رجب 1446  هـ
- 3030 رجب 1446  هـ
- 311 شعبان 1446  هـ

22 يناير أو 22 كانون الثاني أو يوم 22 \ 1 (اليوم الثاني والعشرون من الشهر الأوَّل) هو اليوم الثاني والعشرون (22) من السنة وفقًا للتقويم الميلادي الغربي (الغريغوري). يبقى بعده 343 يومًا لانتهاء السنة، أو 344 يومًا في السنوات الكبيسة.

## أحداث
- 1490 - ملك غرناطة أبو عبد الله محمد الثاني عشر يبعث برسالة ردًا على الملكين الكاثوليكيين فرناندو الثاني وإيزابيلا الأولى يرفض فيها تهديداتهما وتسليم مدينته إليهما.
- 1517 - انتصار العثمانيين بقيادة سليم الأول على المماليك في معركة الريدانية وسقوط دولة المماليك.
- 1824 - قبائل الأشانتي تهزم القوات البريطانية في ساحل الذهب.
- 1840 - بدأ الاحتلال الإنجليزي لنيوزيلندا.
- 1879 - قوات الزولو تهزم القوات البريطانية في «معركة إساندلوانا» وذلك فيما عرف باسم «حرب الزولو».
- 1899 - زعماء ست مستعمرات أسترالية يلتقوا في ملبورن لمناقشة قيام الاتحاد الكونفدرالي.
- 1901 - تنصيب إدوراد السابع ملكًا على المملكة المتحدة بعد وفاة والدته الملكة فيكتوريا.
- 1923 - زلزال في رأس ميندوسينو في كاليفورنيا بقوة 7.2 على مقياس ريختر، وهو أحد أضخم الزلازل في الولايات المتحدة.
- 1924 - تأليف أول وزارة عمالية في المملكة المتحدة برئاسة رامزي ماكدونالد.
- 1941 - القوات البريطانية تستولي على طبرق من القوات النازية في الحرب العالمية الثانية.
- 1963 - الرئيس الفرنسي شارل دي جول والمستشار الألماني كونراد أديناور يوقعان اتفاقية الإليزيه.
- 1970 - أول طائرة ركاب جامبو تحمل ركاب تحط في مطار هيثرو قادمة من نيويورك وذلك في أول رحله لها.
- 1979 - تفجير سيارة مفخخه في بيروت يؤدي إلى اغتيال القائد الفلسطيني علي حسن سلامة وذلك بعد خروجه من منزل زوجته ملكة جمال الكون جورجينا رزق.
- 1984 - تقديم حاسب آبل ماكنتوش كأول حاسب شخصي مزود بفأرة من خلال إعلان تلفزيوني تخلل بطولة سوبر بول ال18 لكرة القدم الأمريكية.
- 1988 - زلزال في المناطق الشمالية من أستراليا بقوة 6.9 على مقياس ريختر شعر به في ثلثي أستراليا.
- 1989 - زلزال في طاجيكستان بقوة 5.3 على مقياس ريختر يؤدي إلى مقتل 274 شخصًا وحدوث إنهيارات طينية في منطقة جيسار.
- 1997 - مادلين أولبرايت تتولى رسميًا منصب وزير الخارجية في الولايات المتحدة لتصبح أول امرأة في تاريخها تتولى هذا المنصب.
- 1998 - المحكمة الدستورية التركية تأمر بحل حزب الرفاه الإسلامي ومنع رئيسة نجم الدين أربكان من ممارسة أي نشاط سياسي وذلك بعد الفوز الكبير الذي حققه الحزب في الانتخابات البلدية والنيابية.
- 2006 - انتخاب إيفو مورالس رئيسًا لبوليفيا، ويصبح بذلك أول اشتراكي يفوز بالانتخابات.
- 2009 -
  - الرئيس الأمريكي باراك أوباما يأمر بإغلاق معتقل جوانتانامو في مدة أقصاها عام.
  - الصين تحكم بالإعدام على اثنين من تجار مصانع الحليب لتعمدهما خلط مادة الميلامين مع الحليب لرفع نسبة البروتين فيه مما تسبب بمقتل 6 أطفال وتعرض أكثر من 300 ألف رضيع إلى خطر التسمم الغذائي.
- 2014 -
  - انطلاق مؤتمر جنيف 2 في مدينة مونترو السويسرية، ضمن جهود حل الأزمة السورية.
  - العُلماء يكتشفون أنَّ الكوكب القزم سيريس ينبعثُ منه بُخار للماء.
- 2015 - استقالة الرئيس اليمني عبد ربه منصور هادي، وحكومته برئاسة خالد بحاح.
- 2016 - موجة برد تضرب عدة أنحاء من آسيا الشرقية وتسفر عن مصرع ما لا يقل عن تسعين شخصاً.
- 2020 - انتشار سلالةٍ جديدةٍ من فيروس كورونا في الصين، مؤديًا لوفاة أكثر من 80 شخصًا، وإصابة أكثر من 2000 آخرين حتى هذا التاريخ.

## مواليد
- 1263 - ابن تيمية، فقيه ومجتهد إسلامي.
- 1440 - إيفان الثالث، قيصر روسيا.
- 1561 - فرانسيس بيكون، فيلسوف إنجليزي.
- 1592 - بيير جاسندي، فيلسوف وعالم فلك فرنسي.
- 1729 - إفرايم ليسينغ، كاتب وفيلسوف ألماني.
- 1788 - جورج غوردون بايرون، شاعر إنجليزي.
- 1796 - كارل إرنست كلاوس، كيميائي وعالم نبات روسي.
- 1849 - أوغست ستريندبرغ، روائي سويدي.
- 1891 - أنطونيو غرامشي، فيلسوف ومناضل إيطالي.
- 1892 - مارسيل داسولت، رجل أعمال وصانع طائرات فرنسي.
- 1893 - كونراد فايت، ممثل ألماني.
- 1906 - روبرت هوارد، روائي وشاعر أمريكي.
- 1908 - ليف لانداو، عالم فيزياء سوفيتي حاصل على جائزة نوبل في الفيزياء عام 1962.
- 1909 - يو ثانت، دبلوماسي بورمي وثالث أمين عام للأمم المتحدة.
- 1920 - ألف رامسي، لاعب ومدرب كرة قدم إنجليزي.
- 1927 - عبد العزيز علي فرج، قارئ مصري.
- 1932 - بيبر لوري، ممثلة أمريكية.
- 1934 - بيل بيكسبي، ممثل أمريكي.
- 1936 - آلن هيغير، عالم كيمياء أمريكي حاصل على جائزة نوبل في الكيمياء عام 2000.
- 1939 -
  - ماهر العطار، مغني مصري.
  - ألفريدو بالاسيو، رئيس الإكوادور.
- 1940 - جون هرت، ممثل إنجليزي.
- 1943 - إبراهيم الدسوقي شتا، أستاذ دراسات شرقية ومترجم مصري.
- 1954 - بيرند هينيمان، سياسي وحكم كرة قدم ألماني.
- 1955 - لاديسلاف فيزيك، لاعب كرة قدم تشيكوسلوفاكي.
- 1958 - نيكوس أناستوبولوس، لاعب ومدرب كرة قدم يوناني.
- 1959 - ليندا بلير، ممثلة أمريكية.
- 1961 - شيغرو ناكاهارا، ممثل أداء صوتي ياباني.
- 1962 - السلطان ميزان زين العابدين، سلطان ماليزيا.
- 1965 -
  - سهير فهد، ممثلة أردنية.
  - ديان لين، ممثلة أمريكية.
- 1967 - كاترينا سابو، لاعبة أولمبية لرياضة الجمباز من رومانيا.
- 1968 - فرانك ليبويوف، لاعب كرة قدم فرنسي.
- 1970 - أبراهام أولانو، دراج إسباني.
- 1972 -
  - رومي باكو، ممثلة أداء صوتي ياباني.
  - نورمان أسعد، ممثلة سورية.
- 1973 - روجيريو سيني، حارس مرمى كرة قدم برازيلي.
- 1975 - بالتاسار جيتي، ممثل أمريكي.
- 1977 - هيديتوشي ناكاتا، لاعب كرة قدم ياباني.
- 1980 - جوناثان وودغيت، لاعب كرة قدم إنجليزي.
- 1981 - إبراهيما سونكو، لاعب كرة قدم سنغالي.
- 1982 - فابريسيو كولوتشيني، لاعب كرة قدم أرجنتيني.
- 1984 - ماسيو ريغتيرز، لاعب كرة قدم هولندي.
- 1985 -
  - عبد الله الشهيل، لاعب كرة قدم سعودي.
  - محمد سيسوكو، لاعب كرة قدم من مالي.
- 1987 - شان لونغ، لاعب كرة قدم أيرلندي.
- 1990 -
  - أليز كورنيه، لاعبة كرة مضرب فرنسية.
  - لوجك، مغني راب أمريكي.
- 2002 - إليانا، مغنية وكاتبة أغاني فلسطينية-تشيلية.

## وفيات
- 1666 - شاه جهان، أحد حكام الهند وباني الضريح الشهير تاج محل.
- 1901 - الملكة فيكتوريا، ملكة المملكة المتحدة.
- 1922 -
  - فريدريك باير، كاتب وسياسي وناشط سلام دنماركي حاصل على جائزة نوبل للسلام عام 1908.
  - البابا بندكت الخامس عشر، بابا الكنيسة الكاثوليكية.
  - كامي جوردان، عالم رياضيات فرنسي.
- 1929 - عطاء الخطيب، عالم مسلم وصحفي وشاعر عراقي.
- 1968 - ديوك كاهاناموكو، لاعب أولمبي لرياضة السباحة من الولايات المتحدة.
- 1973 - ليندون جونسون، رئيس الولايات المتحدة السادس والثلاثون.
- 1974 - عبد الحميد جودة السحار، كاتب مصري.
- 1979 - علي حسن سلامة، ضابط مخابرات فلسطيني.
- 1993 - كوبو آبي، أديب وكاتب مسرحي ومصور فوتوغرافي ومخترع ياباني.
- 2002 - محمد يوسف آئينه، شاعر وصحفي أفغاني.
- 2005 - كونسويلو بيلاثكيث، ملحن وعازف بيانو مكسيكي.
- 2006 - رؤوف عياد، رسام كاريكاتير مصري.
- 2007 - أبي بيار، قس فرنسي.
- 2008 - هيث ليدجر، ممثل أسترالي.
- 2021 - عبد الله بن سالم بن ذيبان، شاعر شعبي إماراتي.
- 2022 - بسام الملا، مخرج سوري.

## أعياد ومناسبات
- يوم ذكرى الصداقة الألمانية - الفرنسية.
- يوم الكاري في اليابان.

## وصلات خارجية
- وكالة الأنباء القطريَّة: حدث في مثل هذا اليوم.
- النيويورك تايمز: حدث في مثل هذا اليوم.
- BBC: حدث في مثل هذا اليوم.